# Willie Watson
Pour les articles homonymes, voir William Watson et Watson.
Ne pas confondre avec l'acteur et chanteur écossais Wylie Watson (1889-1966).
William Watson, dit Willie Watson, est un footballeur et joueur de cricket anglais né le 7 mars 1920 à Bolton upon Dearne (en) en Angleterre et mort le 23 avril 2004 à Johannesburg en Afrique du Sud, international dans les deux sports.
En football, il évolue en tant que milieu de terrain, notamment à Sunderland entre 1946 et 1954. Il compte quatre sélections avec l'équipe d'Angleterre entre 1949 et 1950, participant notamment à la Coupe du monde 1950, sans jouer. Il devient entraîneur après sa carrière de joueur.
En cricket, il fait ses débuts en first-class cricket avec le Yorkshire en 1939 et y reste jusqu'en 1957, avant de rejoindre le Leicestershire de 1958 à 1964, un club dans lequel il est secrétaire et capitaine. Batteur gaucher, il dispute vingt-trois test-matchs avec l'Angleterre entre 1951 et 1959. Il est également l'un des sélectionneurs de l'équipe entre 1962 et 1964.

## Biographie

### Jeunesse
William Watson naît le 7 mars 1920 à Bolton-on-Dearne dans le Yorkshire. Son père, William Watson, dit Billy Watson, mineur de fond, est footballeur au sein du Huddersfield Town F.C. et est notamment trois fois champion d'Angleterre entre 1924 et 1926. Le jeune William reçoit une formation de tapissier. Il rejoint Huddersfield Town en tant qu'amateur à l'âge de seize ans, puis devient professionnel un an plus tard au sein du même club.

### Carrière dans le football
La Seconde Guerre mondiale éclate peu après ses débuts professionnels avec Huddersfield Town. Après celle-ci, il est transféré à Sunderland pour un montant de 8000£, et joue à un poste excentré à cause de la présence d'Ivor Broadis et de Len Shackleton.
Il débute avec l'équipe d'Angleterre contre l'Irlande du Nord en 1949. Il est sélectionné pour la Coupe du monde 1950, disputée au Brésil. C'est la première fois que l'Angleterre participe à la compétition. Barré par Jimmy Dickinson et Billy Wright, il ne joue aucune rencontre.
Il dispute sa dernière rencontre internationale contre la Yougoslavie, fin 1950. L'entraîneur Walter Winterbottom lui demande de jouer plus défensif que celui auquel il est habitué, ce qui s'avère difficile pour lui.
Il devient joueur et manager du club d'Halifax Town au milieu des années 1950. Il redevient entraîneur du club à partir de 1964, avant d'être à la tête de Bradford City de 1966 à 1968.

### Carrière dans le cricket
Willie Watson débute en tant que batteur avec le Yorkshire County Cricket Club en 1939, malgré quelques échecs avec l'équipe « bis » du club. Il débute avec l'équipe d'Angleterre en 1951 à l'âge de trente-et-un ans, lors d'un test-match contre l'Afrique du Sud, réalisant en particulier un score de 57 courses. Il n'est pas sélectionné de manière régulière au cours des années qui suivent, alors que l'Angleterre compte à cette époque nombre de batteurs talentueux. Il ne dispute que deux séries complète de test-matchs.
En 1953, lors du deuxième match des Ashes contre l'Australie, l'Angleterre est en difficulté lors de la dernière journée de jeu. Contre toute attente, Watson et Trevor Bailey sauvent le match pour leur équipe grâce à un partnership crucial. Il marque à cette occasion son premier century à ce niveau, 109 course. Si l'Angleterre gagne les Ashes cette année-là, Watson est écarté avant la fin de la série.
Il marque son second century en test-match contre les Indes occidentales lors de la tournée anglaise de 1953-1954. Il réalise son meilleur score en first-class cricket, 257 courses, au cours de cette même tournée et d'une rencontre contre la Guyane britannique, réussissant au passage un partnership de 402 courses avec Tom Graveney.
En 1958, il rejoint le Leicestershire County Cricket Club en tant qu'assistant-secrétaire et capitaine, devenant l'un des premiers professionnels à être capitaine d'une équipe du County Championship. Il dispute le dernier de ses vingt-trois test-matchs en Australie, lors de la tournée anglaise de 1958-1959, et est l'un des sélectionneurs de l'équipe d'Angleterre de 1962 à 1964. Sa carrière de joueur s'achève cette même année.

### Fin de vie en Afrique du Sud
Willie Watson émigre en Afrique du Sud en 1968. Il meurt à Johannesburg le 24 avril 2004 à l'âge de quatre-vingt-quatre ans.

## Bilan sportif
Willie Watson est l'un des douze sportifs à être international anglais à la fois en cricket et en football, et chronologiquement l'avant dernier, le dernier étant Arthur Milton. Les deux joueurs sont d'ailleurs coéquipiers lors de la tournée de l'équipe d'Angleterre de cricket en Nouvelle-Zélande en 1958-1959.

### Football

#### Carrière de joueur
- 1938-1939 : Huddersfield Town
- 1946-1954 : Sunderland
- 1954-1956 : Halifax Town

#### Palmarès
- 4 sélections et 0 but avec l'équipe d'Angleterre entre 1949 et 1950.

#### Carrière d'entraîneur
- 1954-1956 : Halifax Town
- 1964-1966 : Halifax Town
- 1966-1968 : Bradford City

### Cricket

#### Principales équipes
|                | Test        |
| -------------- | ----------- |
| Angleterre     | 1951 - 1959 |
|                | First-class |
| Yorkshire      | 1939 - 1957 |
| Leicestershire | 1958 - 1962 |

## Honneurs
- Un des cinq Wisden Cricketers of the Year de l'année 1954[8].